# NGC 3402
NGC 3402 هي مجرة تتبع كوكبة الشجاع. اكتشفها ويليام هيرشل في 25 مارس 1786.

## روابط خارجية
- NGC 3402 على موقع ويكي سكاي: DSS2, SDSS, GALEX, IRAS, Hydrogen α, X-Ray, Astrophoto, Sky Map, Articles and images